# Creu del Brollador de la Font
La Creu del Brollador de la Font és una obra del municipi d'Igualada (Anoia) inclosa en l'Inventari del Patrimoni Arquitectònic de Catalunya.

## Descripció
Aquesta creu imita l'estil barroc que tenia la inicial. Si observem la verge que hi ha en la part de darrere de la creu veurem que està en la mateixa posició i gest que la verge del retaule de Santa Maria. La columna també imita la del retaule, en el capitell hi veiem quatre escuts; el davanter és el de la ciutat; els altres tres, més el del fust de la columna, són dels fundadors dels ordes religiosos que passaren per la ciutat. Aquests són: Sant Ignasi, Sant Josep de Calassanç, Sant Claret i en el fust, Sant Francesc.

## Història
La creu fou obrada l'any 1954 per l'escultor Ernest Marco com a culminació del brollador projectat per l'arquitecte Bonaventura Bassegoda. Aquesta creu venia a substituir l'antiga creu de terme existent davant del portal de Capdevila, documentada des de l'any 1409 i que l'any 1835 va ésser traslladada als jardins del cementiri on restà fins a la seva destrucció l'any 1936.